# Anelaphus savinai
Anelaphus savinai es una especie de escarabajo longicornio del género Anelaphus, categorizada en la tribu Elaphidiini, de la subfamilia Cerambycinae. Fue descrita por Audureau en 2021.

## Descripción
Mide 7,35-11,2 mm de longitud.

## Distribución
Se distribuye por Costa Rica, Guatemala y Nicaragua.